# АСУ-85
АСУ-85 — боевая машина воздушно-десантных войск, авиадесантная самоходная артиллерийская установка (САУ) на базе плавающего легкого танка ПТ-76.
Основная самоходная артиллерийская установка, которая находилась на вооружении воздушно-десантных войск ВС Советского Союза в период с 1959 года до момента поступления на вооружение в начале 1980-х годов САУ 2С9 «Нона-С».

## Описание конструкции

### Броневой корпус и башня
Благодаря углам наклона лобовых и бортовых броневых листов, корпус обеспечивал защиту экипажа от бронебойных снарядов малого и среднего калибров. Гофрированное днище придавало корпусу дополнительную прочность. В носовой части справа находилось отделение управления, в котором располагалось место механика-водителя. Боевое отделение находилось в средней части машины. Справа от пушки друг за другом находились места заряжающего и командира. Слева от пушки находилось место наводчика. Для аварийного выхода в днище имелся люк.

### Вооружение
Основным вооружением была 85-мм пушка 2А15 (заводское обозначение — Д-70), имевшая ствол-моноблок, оборудованная дульным тормозом и эжектором для удаления остатков пороховых газов из ствола. Затвор был аналогичен затвору пушки Ч-51М: вертикальный клиновой с полуавтоматикой копирного типа.

### Средства наблюдения и связи
Для стрельбы днём прямой наводкой в машине был установлен телескопический прицел ТШК-2-79-11. Для стрельбы с закрытых позиций использовался прицел С-71-79 с орудийной панорамой. Также машина была оснащена ночным танковым прицелом ТПН-1-79-11. Для связи использовалась радиостанция Р-113, в последующем была заменена на Р-123.

### Дополнительное оборудование
Также снабжалась дымогенератором БДШ-5

### Средства десантирования
Первоначально только посадочным способом, но после принятия платформы 4П134 в 1972 г. под обозначением П-16, появилась возможность выброски в заданный район парашютным способом.

## Операторы
- Вьетнам — на вооружении Вьетнамской Народной армии (ВНА), поставлены из Вооруженных Сил СССР в 1979 году. Дооборудованы 12,7-мм турельным пулеметом ДШКМ и возвращены в строй в 2015 году. 10 мая 2015 года в 168-й артиллерийской бригаде ВНА прошли стрельбы из восстановленных АСУ-85[4].

Бывшие:
- СССР
- ГДР — 20 единиц АСУ-85 поставлено из СССР в 1964 году[5]
- Польша — 31 единица АСУ-85 поставлена из СССР в 1965 году[5]

## Служба и боевое применение

### Боевое применение
1. Шестидневная война
2. Операция «Дунай». Вхождение в Чехословакию. В составе артиллерийских подразделений 7-й и 103-й воздушно-десантной дивизии.
3. Афганская война. В начальный период войны в составе артиллерийских подразделений 103-й воздушно-десантной дивизии.

## Галерея

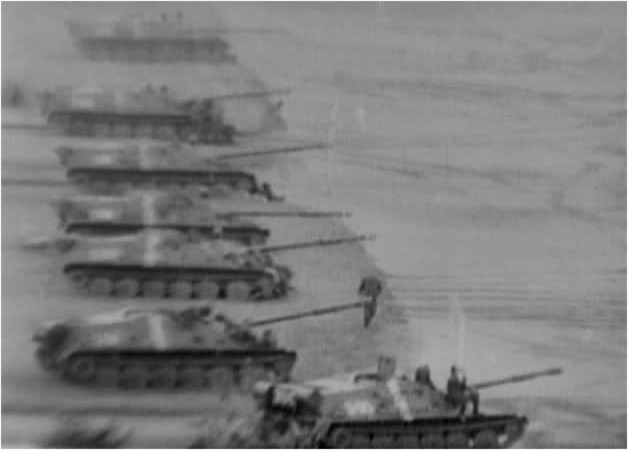
АСУ-85 ВДВ СССР, Чехословакия, 1968 год
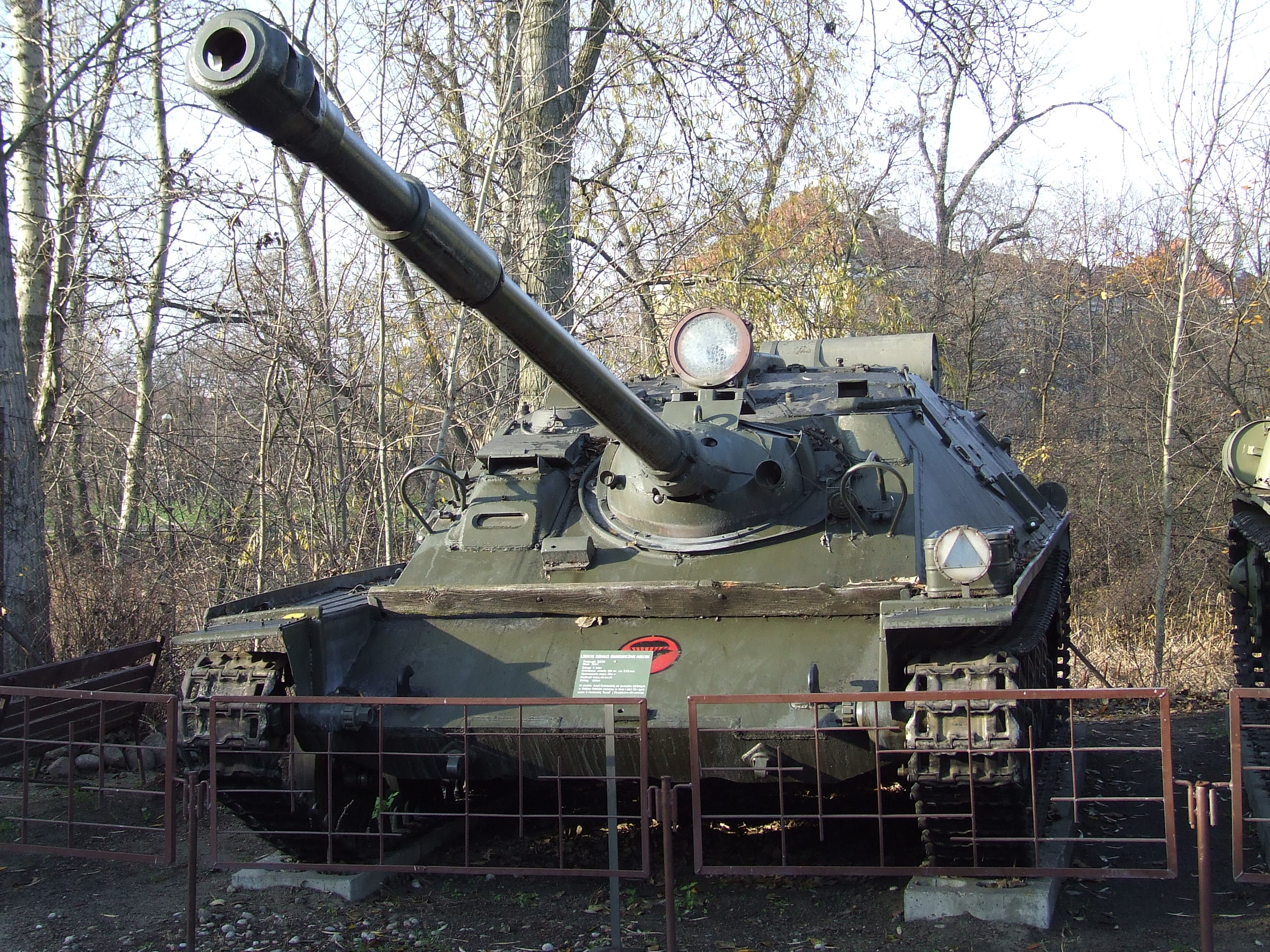
АСУ-85, вид спереди
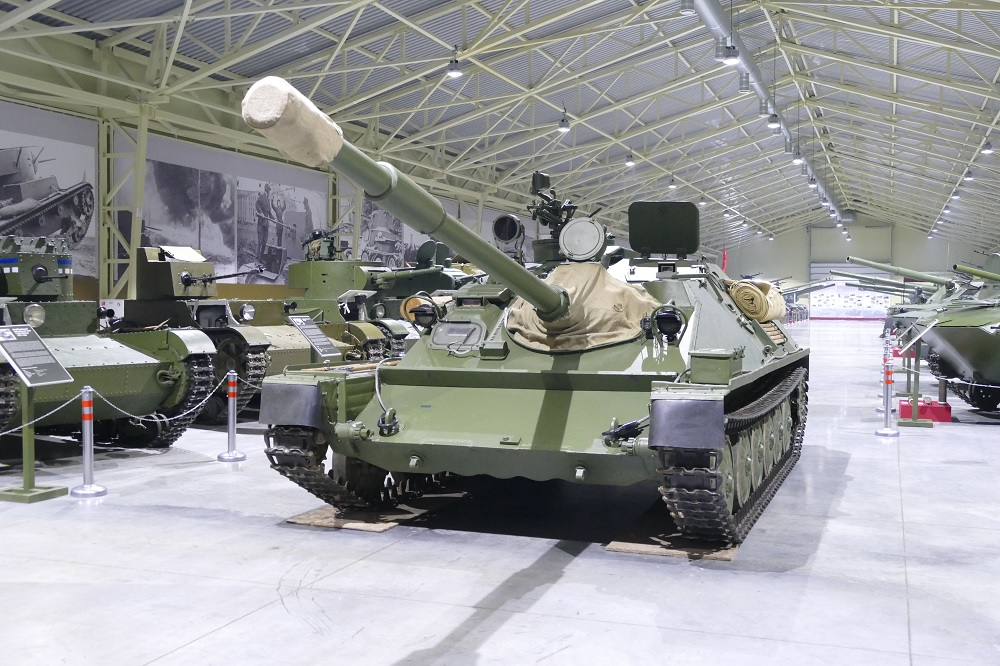
АСУ-85 в экспозиции Музея отечественной военной истории в деревне Падиково Московской области